# 2-я механизированная бригада (Словакия)
2-я механизированная бригада (словац. 2.(Druhá) mechanizovaná brigáda) — основное моторизованное подразделение словацкой армии входящее в состав Сухопутных войск Словакии. Бригада находится под непосредственным командованием ВС Словакии. Бригада дислоцируется в Прешове. На данный момент, командиром бригады является полковник генштаба Мартин Стокласа.

## История
| 10.05. 1945 | основание бригады, первое название 10-я пехотная дивизия возникшая в Кошице        |
| 1954        | переименование в 10-ю стрелковую дивизию                                           |
| 1955 — 1958 | переименование в 18-ю стрелковую моторизованную дивизию                            |
| 1958 — 1960 | переименование в 18-ю мотострелковую дивизию                                       |
| 1960        | передислоцирование из Кошице в Прешов                                              |
| 1966        | реорганизация в 14-ю танковую дивизию                                              |
| 1990        | реорганизация в 14-ю мотострелковую дивизию                                        |
| 1991        | переименование в 14-ю механизированную дивизию                                     |
| 1994        | реорганизация во 2-й армейский корпус                                              |
| 01.04.2000  | создание командования 1-й моторизованной бригады                                   |
| 01.10.2000  | создание 1-й моторизованной бригады                                                |
| 01.10.2003  | реорганизация штаба 1-й моторизованной бригады в моторизованную бригаду            |
| 01.10.2006  | реорганизация штаба моторизованной бригады во 2-ю моторизованную бригаду           |
| 03.09.2007  | получение почетного звания механизированной бригады имени генерала Рудольфа Виеста |
| 01.10.2010  | получение боевого флага бригады в Прешове                                          |

## Основные задачи
Задачи 2-й механизированной бригады:

…участие в разрешении задач касательных обороны и защиты жизненно важных интересов Словацкой Республики и её союзников, перед военными и невоенными угрозами, так же ведение боевых и не боевых действий. Что касается организационной структуры и оборудования, предназначенного для проведения наступательных, оборонительных и стабилизирующих действий против легкобронированных вражеских колон в высоком темпе.
Оригинальный текст (словац.)...podieľať sa na plnení úloh obrany a ochrany životných záujmov Slovenskej republiky a jej spojencov pred vojenskými a nevojenskými hrozbami vedením bojových a nebojových operácií. S ohľadom na organizačnú štruktúru a výzbroj je predurčená na vedenie ofenzívnych, defenzívnych a stabilizačných aktivít proti ľahko obrneným jednotkám nepriateľa vo vysokom tempe.

## Командующие в истории бригады
| 1945 — 1948           | бригадный генерал Эмиль Перко        |
| 1948 — 1949           | бригадный генерал Людовит Созанский  |
| 1949 — 1951           | бригадный генерал Ян Малар           |
| 1951 — 1955           | бригадный генерал Ярослав Паличка    |
| 1955 — 1956           | полковник Александр Муха             |
| 1956 — 1957           | подполковник Петер Андрейчик         |
| 1957 — 1960           | полковник Йозеф Кудрновский          |
| 1960 — 1964           | полковник Павол Папач                |
| 1964 — 1967           | неизвестно                           |
| 1967 — 1972           | генерал-майор Золтан Якуш            |
| 1972 — 1974           | полковник генштаба Станислав Вайнлих |
| 1974 — 1978           | генерал-майор Йозеф Айншпигль        |
| 1978 — 1982           | полковник генштаба Имрих Андрейчак   |
| 1982 — 1985           | генерал-майор Франтишек Радимский    |
| 1985 — 1987           | генерал-майор Ян Шчудлик             |
| 1987 — 1990           | полковник генштаба Мариан Горский    |
| 1990 — 1991           | полковник генштаба Эмиль Вестеницкий |
| 1991 — 1997           | генерал-майор Ян Чмиланский          |
| 1997 — 1999           | генерал-майор Франтишек Бутко        |
| 2000 — 2002           | полковник генштаба Ярослав Вывлек    |
| 2002 — 2005           | бригадный генерал Мирослав Ковач     |
| 2005 — 2006           | полковник генштаба Ян Салаганич      |
| 2006 — 2007           | бригадный генерал Штефан Мечар       |
| 2007 — 2010           | бригадный генерал Ондржей Новосад    |
| 2010 — 2012           | полковник генштаба Кароль Навратил   |
| 2012 — 30 апреля 2015 | полковник Мартин Михалко             |
| 1 мая 2015 — наши дни | бригадный генерал Мартин Стокласа    |

## Организационно-штатная структура
В состав бригады входят:
- Командование 2-й механизированной бригады (словац. Veliteľstvo 2. mechanizovanej brigády) — Прешов;
- 21-й механизированный батальон (словац. 21. mechanizovaný prápor) — Требишов;
- 22-й механизированный батальон имени генерала Микулаша Маркуса (словац. 22. mechanizovaný prápor) — Михаловце;
- танковый батальон[словац.] (словац. Tankový prápor) — Требишов;
- самоходный артиллерийский дивизион[словац.]  (словац. Samohybný delostrelecký oddiel) — Михаловце;
- разведывательный[англ.] батальон (словац. Prápor ISTAR);
- батальон тылового обеспечения (словац. Prápor logistickej podpory) — Прешов.
- рота боевой поддержки командования

## Вооружение и военная техника
|  | - Пистолеты CZ 82 - Автоматы CZ Sa vz. 58 - Универсальные пулемёты марки UK vz. 59 - 7,62-мм снайперские винтовки Драгунова (SV 1) - Снайперские винтовки AW50 - Ручные противотанковые гранатомёты РПГ-7 - Гранатомёты OZ 9P135 M - 81-мм миномёты «Брандт» - 82-мм миномёты БМ-37 - 98-мм миномёты - Бронетранспортёры БМП-1 - Боевые танки Т-72М1 - 155-мм гаубицы ZUZANA - Бронетранспортёры Т1 ZASA |  | - Внедорожники Land Rover Defender 110 - Внедорожники УАЗ-469 В - Вне дорожники AKTIS 4x4 - Тяжелый внедорожные грузовики Tatra T815 VVN - Автокраны AV-15 - Контейнерные погрузчики Tatra T815 Multilift - Внедорожные грузовики Praga V3S |